# De Stripdagen
De Stripdagen is een jaarlijks evenement rond strips dat sinds 1980 door Het Stripschap georganiseerd wordt.
Door de jaren heen groeide de beurs uit tot een van de grootste stripgerelateerde evenementen van Nederland. Het werd onder meer georganiseerd in Breda, Den Haag,  's-Hertogenbosch en themapark Archeon in Alphen aan den Rijn. Van 2005 tot en met 2010 vond het in het Euretco Center in Houten plaats. En sinds 2011 in de Evenementenhal Gorinchem. In 2016 en 2017 werden De Stripdagen georganiseerd in De Broodfabriek in Rijswijk. In 2018 en 2019 was het evenement gecombineerd met de Heroes Dutch Comic Con in de Jaarbeurs in Utrecht. Deze samenwerking werd in 2020 niet voortgezet.
Tijdens de Stripdagen worden ook de Stripschappenning, de Bulletje en Boonestaak Schaal, de Stripschapprijs en de P. Hans Frankfurtherprijs uitgereikt.

## Bekende tekenaars
Op De Stripdagen zijn vrijwel altijd signerende en vaak ook schetsen uitdelende tekenaars en schrijvers aanwezig uit de binnenlandse en/of buitenlandse stripmarkt en/of het Amerikaanse comicgenre. In de laatste categorie hebben bijvoorbeeld Chris Achilleos, Arthur Adams, Sal Buscema, Scott Campbell, Glenn Fabry, Steve Firchow, Alex Garner, Sandra Hope, Klaus Janson, Jae Lee, Jim Lee, John McCrea, Jimmy Palmiotti, Joe St. Pierre, Steve Pugh, Joe Quesada, Tom Raney, John Romita, Sr., Sharon Scott, Andrew Wildman en Bernie Wrightson de Nederlandse beurs al eens aangedaan.